# نگوین مین‌تریئت
نگوین مین‌تریئت (ویتنامی: Nguyễn Minh Triết؛ زادهٔ ۸ اکتبر ۱۹۴۲) یک سیاست‌مدار اهل ویتنام است. وی از ۲۷ ژوئن ۲۰۰۶ تا ۲۵ ژوئیه ۲۰۱۱ رئیس‌جمهور این کشور بود.